# Новоголовка
Новоголовка (также Новогольск) — посёлок в Азербайджане

## Местоположение
Населённый пункт находится в 7 км от райцентра Джалилабад.
Границ между посёлком и городом нет.
Недалеко от посёлка есть ж/д станция.

## История
Основан поселок в 1844 году молоканами.
В связи с распадом Советского Союза многие молокане покинули Азербайджан, в том числе и данное село.

## Население
Посёлок нежилой и заброшенный, но продолжает числиться в госреестре.